# 中国胶杯耳
中国胶杯耳（学名：Femsjonia sinensis）是属于花耳目花耳科胶杯耳属的一种真菌，生长在阔叶树朽木上。该种分布于中国。其种加词“sinensis”意为“中华的”。